# Trøndelag
Ne doit pas être confondu avec Comté de Trøndelag.
Le Trøndelag est l'une des cinq grandes régions géographiques (landsdeler) de la Norvège. Il correspond au centre du pays, et comprend le comté de Trøndelag.
Un habitant du Trøndelag est appelé un trønder. Trondheim est la grande ville emblématique de la région et l'ancienne capitale de la Norvège.

## Étymologie
Le nom du Trøndelag (du norrois occidental Þrǿndalǫg) est formé sur le nom du peuple des Trønder et le mot lag qui signifie « loi ». Il s'agit donc littéralement de la zone « où s'applique la loi des Trønder » (sur le modèle du Danelaw). La région, si on lui ajoute le comté de Møre og Romsdal, forme la Norvège centrale.

## Histoire
Durant l'âge des Vikings, le Trøndelag était le domaine des puissants jarls de Lade, centré sur les plaines fertiles bordant le Trondheimsfjord.
Les anciens royaumes de Nordmøre et Romsdal, ainsi que la municipalité actuelle de Bindal, étaient à l'origine également compris dans le Trøndelag. Leurs habitants parlent d'ailleurs encore des dialectes similaires au Trøndersk, parlé dans le Trøndelag.

## Mégalithisme
Le Trøndelag abrite plusieurs menhirs (généralement de taille modeste), ainsi que des tumuli :
- Menhir de Steinkjer ;
- Vangssteinen.